# The Mating Season
 The Mating Season és una pel·lícula estatunidenca dirigida per Mitchell Leisen, estrenada el 1951.

## Argument
Val McNulty (John Lund), un treballador de classe humil, i Maggie, una noia de l'alta societat (Gene Tierney), s'enamoren i decideixen casar-se. Després del casament, Ellen, la mare de Val, aconsegueix introduir-se en la vida domèstica de la parella, en ser confosa amb la serventa que Maggie havia sol·licitat a una agència. Quan el seu fill la descobreix, ella li demana que no reveli la seva identitat a Maggie. Però la relació de la parella s'anirà deteriorant; per una part, per culpa del fill del cap de Val, que està enamorat de Maggie i, per una altra, per culpa de la mare de Maggie, l'objectiu del qual és trencar el matrimoni de la seva filla.

## Repartiment
- Gene Tierney: Maggie Carleton McNulty
- John Lund: Val McNulty
- Miriam Hopkins: Fran Carleton
- Thelma Ritter: Ellen
- Jan Sterling: Betsy Donaldson
- Larry Keating: George Kalenger, Sr.
- James Lorimer: George C. Kalenger, Jr.
- Gladys Hurlbut: Mrs. Natalie Conger
- Cora Witherspoon: Mrs. Owen Williamson
- Malcolm Keen: Mr. Owen Williamson
- Ellen Corby: Annie
- Billie Bird: Mugsy
- Samuel Colt: Cor. Conger
- William Fawcett: Mr. Jake Tuttle

## Premis i nominacions

### Premis
- 1951. Os de Bronze al Festival Internacional de Cinema de Berlín per Mitchell Leisen

### Nominacions
- 1952. Oscar a la millor actriu secundària per Thelma Ritter
- 1952. Globus d'Or a la millor actriu secundària per Thelma Ritter